# KSR-5
O Raduga KSR-5 (nome de relatório da OTAN AS-6 Kingfish) foi um míssil de cruzeiro e míssil anti-navio de longo alcance lançado pelo ar desenvolvido pela União Soviética. Era essencialmente uma versão reduzida do Kh-22 Kitchen, construído para ser transportado pelo menos capaz Tu-16.

## Variantes
O Raduga KSR-5 foi desenvolvido em variantes para ser implantado como um míssil de ataque terrestre e um míssil antinavio. O míssil foi projetado para ser equipado com uma ogiva convencional ou nuclear.